# التعليم الخاص في بلغاريا
موقع التعليم الخاص في بلغاريا(Специална Педагогика България) (SEB) هو مجتمع للممارسة المشتركة, وهو عبارة عن مجتمع مهني مخصص, للعاملين في التعليم الخاص وأولياء أمور الطلبة من ذوي الاحتياجات الخاصة في جميع أنحاء دولة بلغاريا.
ومما هو جدير بالذكر أنه تم تطوير موقع التعليم الخاص في بلغاريا بواسطة باحثين من جامعة صوفيا بـبلغاريا وجامعة ولونغونغ، بأستراليا. والغرض من الموقع هو تسهيل عمل مجتمع الممارسة المشتركة. ومن المتوقع أن مثل هذا المجتمع سوف يساعد على التقليل من الشعور بالعزلة الذي يشعر به معلمو التربية الخاصة الشباب وغيرهم من أصحاب مصلحة التعليم الخاص في المناطق الريفية في بلغاريا. كما يهدف المجتمع أيضًا إلى دعم أصحاب مصلحة التعليم الخاص الذين انفصلوا عن شبكة الدعم الخاصة بهم بسبب المدن المزدحمة أو متطلبات الحياة اليومية.

## وصلات خارجية
- Official site (in Bulgarian)